# Platanistidae
Famille
Les platanistidés (Platanistidae) forment une famille de dauphins vivant exclusivement en eau douce. Comprenant aujourd'hui uniquement le genre Platanista (dauphins du Gange et de l'Indus), certaines classifications y incluent les membres de trois autres familles : les Iniidae, Pontoporiidae et Lipotidae.

## Liste des espèces
- Platanista
  - Platanista gangetica — dauphin du Gange ou sousouc
  -  Platanista minor — dauphin de l'Indus
- Pomatodelphis †
- Prepomatodelphis †
  - Prepomatodelphis korneuburgensis †